# Ideal Standard
Ideal Standard International è una multinazionale belga che realizza accessori per il bagno, inclusi bagni, sanitari e docce. Opera principalmente in Europa e America Latina.
Il marchio Ideal Standard risale al 1949, quando veniva utilizzato per marcare i prodotti da bagno delle attività estere del gruppo American Standard. Il marchio "Ideal" risale ai marchi "Ideal Boilers" e "American Radiators" utilizzati dalla American Radiator Company.

## Storia
Una nuova società, nota come Ideal Standard International, è stata costituita nel 2007 dalla vendita delle attività di prodotti per il bagno e la cucina di American Standard Companies per 1,745 miliardi di dollari a Bain Capital Partners. Le attività nordamericane e asiatiche di American Standard sono state vendute rispettivamente a Sun Capital e Lixil Group, mentre le attività europee e latinoamericane sono state mantenute come Ideal Standard.
L'azienda è stata quindi ristrutturata, attuando misure di riduzione dei costi, nonché spostando alcuni impianti di produzione dell'azienda in Asia e nell'Europa orientale, dove è stato aperto un nuovo sito di produzione in Bulgaria. L'acquisizione da parte di Bain Capital è stata facilitata da Credit Suisse e Bank of America; i creditori hanno successivamente lottato per smaltire il loro debito.
Il programma di ristrutturazione è stato completato nel 2011, ma la società ha registrato perdite nel 2012 a causa delle scarse vendite. Nel 2013 l'azienda ha ridotto la sua forza lavoro di 250 unità a causa delle scarse vendite; nel 2014 è stata proposta un'ulteriore ristrutturazione, incluso uno scambio di debiti per azioni con l'obbligazionista Anchorage Capital. Nel 2014 la commissione della concorrenza dell'UE ha approvato Anchorage Capital diventando comproprietario della società insieme a Bain Capital.
Dal 2018 Ideal Standard è di proprietà delle società di investimento di private equity Anchorage Capital Group e CVC Credit Partners.
Secondo i resoconti dei media di gennaio 2020, il produttore di ceramiche Villeroy & Boch stava valutando la possibilità di rilevare Ideal Standard. Nell'ottobre 2020, tuttavia, V&B ha dichiarato di non aspirare a un'acquisizione a causa dell'incerta situazione economica. Situazione economica che deve essere cambiata perché, nel settembre 2023, la stessa azienda tedesca ha annunciato l'acquisizione di Ideal Standard, valutandola 600 milioni di euro. L'acquisizione, che dovrebbe concludersi a inizio 2024, dovrebbe fare dell'azienda integrata uno dei maggiori produttori europei di prodotti per l’ambiente bagno.